# Bistum Fairbanks
Das Bistum Fairbanks (lat.: Dioecesis de Fairbanks) ist eine in den Vereinigten Staaten gelegene römisch-katholische Diözese mit Sitz in Fairbanks, Alaska.

## Geschichte
Das Bistum Fairbanks wurde am 27. Juli 1894 durch Papst Leo XIII. aus Gebietsabtretungen des Erzbistums Victoria und des Bistums New Westminster als Apostolische Präfektur Alaska errichtet. Am 22. Dezember 1916 wurde die Apostolische Präfektur Alaska zum Apostolischen Vikariat erhoben. Das Apostolische Vikariat Alaska gab am 23. Juni 1951 Teile seines Territoriums zur Gründung des Bistums Juneau ab.
Am 8. August 1962 wurde das Apostolische Vikariat Alaska zum Bistum erhoben und in Bistum Fairbanks umbenannt. Zudem wurde das Bistum Fairbanks dem Erzbistum Seattle als Suffraganbistum unterstellt. Am 22. Januar 1966 wurde das Bistum Fairbanks dem Erzbistum Anchorage als Suffraganbistum unterstellt. Weiterhin unterstand das Bistum Fairbanks aber der Kongregation für die Evangelisierung der Völker. Mit einer Entscheidung vom 11. November 2019 hob Papst Franziskus die Zuständigkeit der Kongregation auf und unterstellte das Bistum dem allgemeinen Kirchenrecht.

## Ordinarien

### Apostolische Präfekten von Alaska
- Paschal Tosi SJ, 1894–1897
- Jean Baptist Rene SJ, 1897–1904
- Joseph Crimont SJ, 1904–1916

### Apostolische Vikare von Alaska
- Joseph Crimont SJ, 1916–1945
- Walter James Fitzgerald SJ, 1945–1947
- Francis Doyle Gleeson SJ, 1948–1962

### Bischöfe von Fairbanks
- Francis Doyle Gleeson SJ, 1962–1968
- Robert Louis Whelan SJ, 1968–1985
- Michael Joseph Kaniecki SJ, 1985–2000
- Donald Joseph Kettler, 2002–2013, dann Bischof von Saint Cloud
- Chad Zielinski, 2014–2022, dann Bischof von New Ulm
- Steven Maekawa OP, seit 2023